# Angraecum conchoglossum
Angraecum conchoglossum är en orkidéart som beskrevs av Rudolf Schlechter. Angraecum conchoglossum ingår i släktet Angraecum och familjen orkidéer. Inga underarter finns listade i Catalogue of Life.